# تایوان
تایوان یا تای‌وان با نام رسمی جمهوری چین (همچنین با نام‌های چین تای‌په، چین ملی و فُرمُز نیز شناخته می‌شود) یک کشور جزیره‌ای در شرق آسیا است که از جزایر تای‌وان، پنگ‌هو، کین‌من، ماتسو و شماری جزیرهٔ کوچک دیگر تشکیل می‌شود که همگی در سواحل شرق چین هستند. این کشور از راه تنگه تایوان از غرب با جمهوری خلق چین، از شمال شرق با ژاپن و از جنوب با فیلیپین همسایه است.
دولت جمهوری چین در ۱۰ اکتبر ۱۹۱۱ در پی قیام ووچانگ تشکیل شد و در ۱ ژانویه ۱۹۱۲ رسمیت یافت. این دولت در گذشته بخشی از سرزمین اصلی چین و جمهوری مغولستان را در بر می‌گرفت. این کشور پس از پایان جنگ جهانی دوم مجمع‌الجزایر تایوان و پنگو را از ژاپن باز پس گرفت و قانون اساسی جدیدی را در سال ۱۹۴۷ به تصویب رسانید. اما در پی جنگ داخلی چین در سال ۱۹۴۹، کومینتانگ (حزب ناسیونالیست چین) حزب حاکم کشور تمامی سرزمین اصلی این کشور را به حزب کمونیست چین واگذار کرد. در نتیجه دولت جمهوری چین به ریاست چیانگ کای‌شک در جزیره تایوان مستقر شده و شهر تایپه را به عنوان پایتخت موقت دولت در تبعید این کشور برگزید و خود را همچنان دولت مشروع سرزمین اصلی چین و مغولستان می‌دانست. این در حالی است که از آن هنگام تاکنون دولت جمهوری خلق چین بر سرزمین اصلی حکومت می‌کند.
دولت تایوان در اوایل دوران جنگ سرد از سوی بسیاری از کشورهای غربی و سازمان ملل متحد تنها دولت مشروع چین شناخته می‌شد. این دولت از اعضای مؤسس سازمان ملل بود و تا سال ۱۹۷۱ عضو دائم شورای امنیت سازمان ملل متحد بود، اما در این سال از این سازمان اخراج شده و کرسی این کشور به دولت جمهوری خلق چین واگذار شد.
جمهوری خلق چین این حکومت را غیرقانونی خوانده، و خواهان بازگشت این سرزمین به خاک اصلی چین است و آمادگی خود را برای استفاده از زور در صورت لزوم اعلام نموده است. اختلافات این دو دولت بر وضعیت سیاسی تایوان سایه افکنده و هر گونه تلاشی برای اعلام استقلال تایوان با تهدید جمهوری خلق چین مواجه می‌شود. گاهی این تنش‌ها تشدید می‌شود، برای مثال در پی افزایش تنش‌های جمهوری خلق چین و تایوان در سال ۲۰۲۱، ایالات متحده چند ناو جنگی را برای حمایت از تایوان به منطقه اعزام کرد. جمهوری خلق چین از برقراری روابط دیپلماتیک با کشورهایی که تایوان را به رسمیت بشناسند خودداری می‌کند نتیجه آنکه تایوان فقط با ۲۱ کشور عضو سازمان ملل روابط رسمی دارد.
تایوان تک حزبی بود و در دههٔ ۱۹۸۰ بدون مشکل چندانی به دولتی دمکراتیک و چندحزبی تغییر ماهیت داد. نظام حکومتی این کشور نظام نیمه‌ریاستی و با حق رأی همگانی است. رئیس‌جمهور رئیس کشور و فرمانده نیروهای مسلح است. یوآن نام مجلس قانون‌گذاری کشور است. جمهوری چین عضو سازمان تجارت جهانی و سازمان همکاری‌های اقتصادی آسیا–اقیانوسیه است.

## تاریخ

### دوره پیش از استعمار

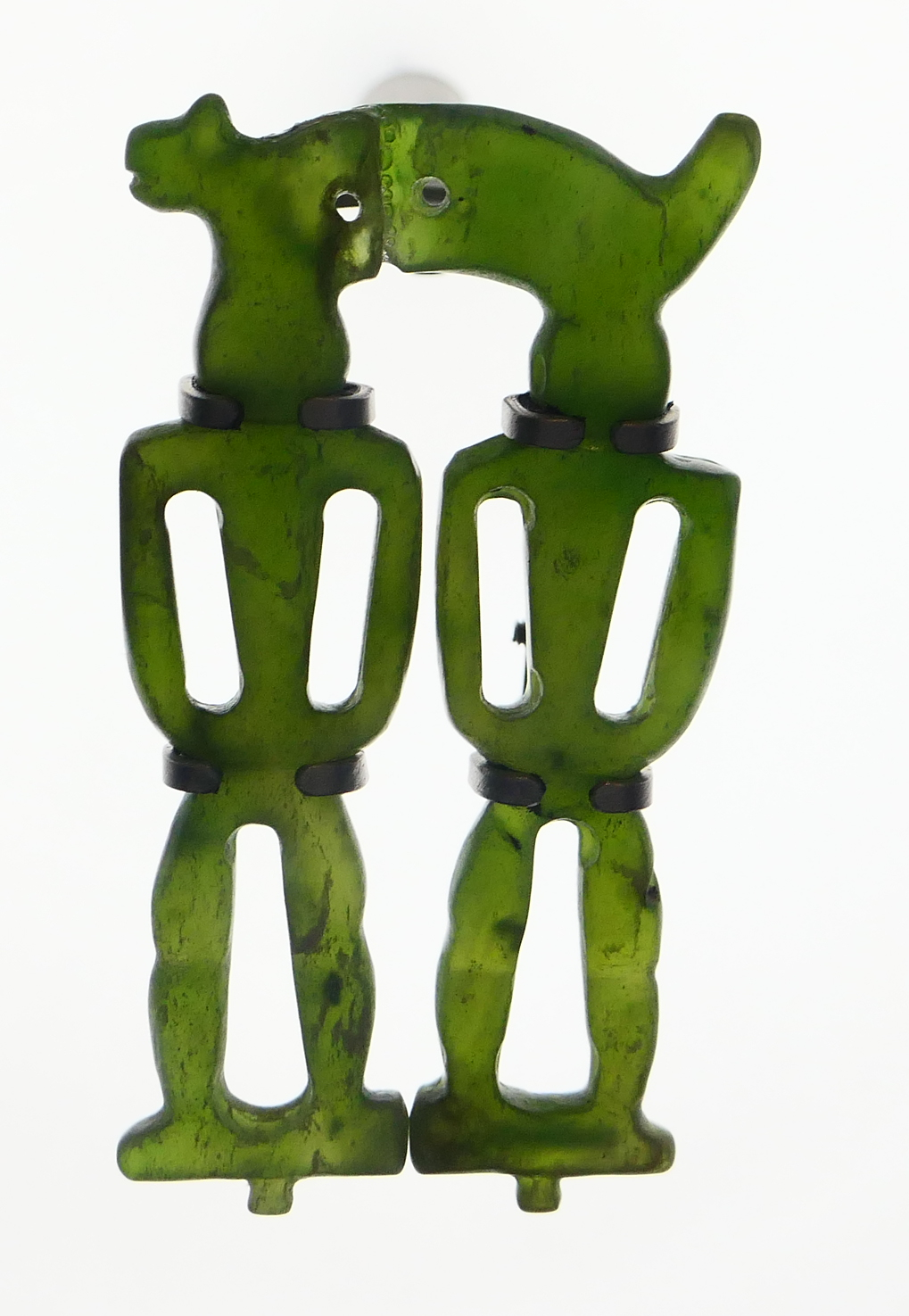
یشم ۲٬۳۰۰ ساله‌ای که در پارک فرهنگی بینان کشف شد.

تایوان در دورهٔ پلیستوسن پسین  به خشکی اصلی آسیا متصل بود، تا اینکه حدود ۱۰٬۰۰۰ سال پیش سطح دریاها بالا آمد و آن را جدا کرد. آثار باقیمانده از انسان و ابزارهای دورهٔ پارینه‌سنگی که بین ۲۰٬۰۰۰ تا ۳۰٬۰۰۰ سال قدمت دارند، در تایوان یافت شده‌اند. مطالعهٔ بقایای انسانی نشان داده است که آن‌ها از مردم آسترالو-پاپوآیی بوده‌اند که به جمعیت‌های نگریتو در فیلیپین شباهت داشته‌اند. مردم پارینه‌سنگی تایوان، احتمالاً حدود ۳۰٬۰۰۰ سال پیش در جزایر ریوکیو ساکن شدند. روش‌های کشاورزی بریدن و سوزاندن دست‌کم از ۱۱٬۰۰۰ سال پیش در تایوان آغاز شده‌اند. ابزارهای سنگی دانش فرهنگی «چانگ‌بین» در «تای‌تونگ» و «اولان‌بی» پیدا شده‌اند. بقایای باستان‌شناسی نشان می‌دهند که آن‌ها در ابتدا شکارچی-گردآورنده بودند که به‌طور تدریجی به ماهیگیری متمرکز روی آوردند. همچنین دانش فرهنگی متمایز وانگ‌سینگ، که در شهرستان میاولی کشف شده، نشان می‌دهد آن‌ها در ابتدا گردآورنده بوده‌اند که بعدها به شکار روی آوردند. حدود ۶٬۰۰۰ سال پیش، تایوان توسط کشاورزانی از فرهنگ «داپنکنگ»، که احتمالاً از ناحیه‌ای در جنوب‌شرقی چین امروزی آمده بودند، سکونت یافته‌اند. این فرهنگ‌ها نیاکان بومیان امروزی تایوان و  میهن زبانیِ خانوادهٔ زبان‌های آسترونزیایی هستند. تجارت با فیلیپین که شامل استفاده از یشم سبز تایوانی در فرهنگ یشم فیلیپین نیز می‌شد، از اوایل هزارهٔ دوم پیش از میلاد تداوم یافت. «فرهنگ داپنکنگ» جای خود را به مجموعه‌ای از فرهنگ‌های گوناگون در سراسر جزیره داد، از جمله «فرهنگ تاهو» و «فرهنگ یینگ‌پو»؛ فرهنگ یوان‌شان با برداشت برنج شناخته می‌شود. آهن در فرهنگ‌هایی مانند «فرهنگ نیائوسونگ» ظاهر شد که تحت تأثیر تجارت با چین و ناحیه دریایی جنوب شرق آسیا بودند. مردم بومی جلگه‌نشین (مردم پینگ‌پو) عمدتاً در روستاهای محصور (با دیوار) و دائمی زندگی می‌کردند و سبک زندگی آن‌ها بر پایهٔ کشاورزی، ماهیگیری و شکار استوار بود. آن‌ها به‌طور سنتی دارای جوامعی مادرسالار بودند.

### دوران استعمار اولیه (تا سال ۱۶۸۳ میلادی)

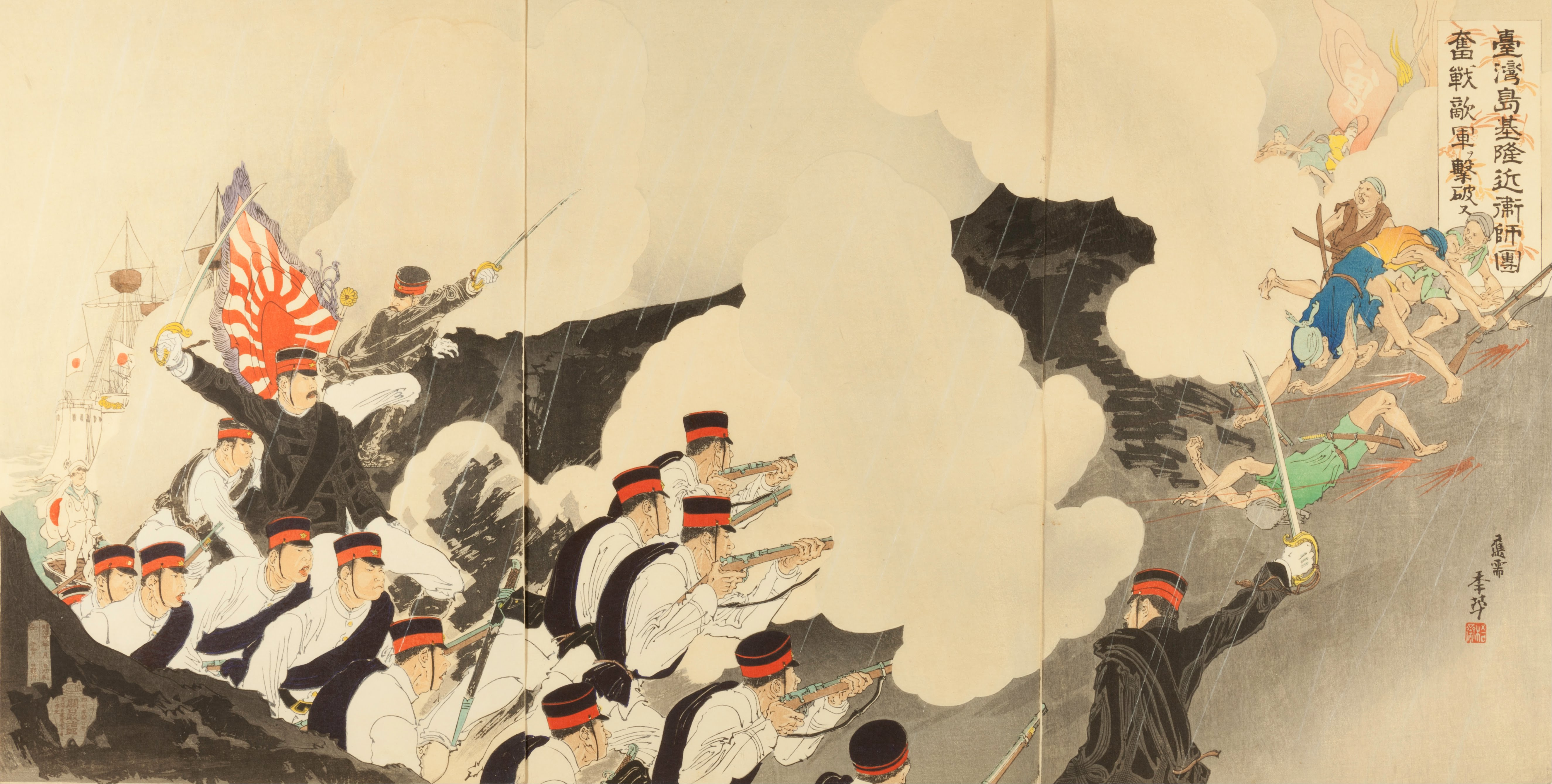
تهاجم ژاپن به تایوان (۱۸۹۵)

پرتغالی‌ها در سال ۱۵۹۰ این جزیره را کشف کردند و نام آن را «فورموزا» (Formosa) به معنی «زیبا» گذاشتند. در سال ۱۶۲۴ هلندی‌ها در جنوب و اسپانیایی‌ها در شمال جزیره قلعه‌هایی بنا کردند. هلندی‌ها در سال ۱۶۴۱ اسپانیایی‌ها را از این جزیره بیرون رانده و تا سال ۱۶۶۱ کنترل تایوان را در دست داشتند. در سال ۱۶۶۱ ژنرال کوشنگا (General Koxinga) به صورت یک پادشاهی مستقل حکومت تایوان را در دست گرفت. در سال ۱۶۸۳ دودمان چینگ با اشغال تایوان بر این جزیره تسلط یافت. با آغاز جنگ بین چین و ژاپن در سال ۱۸۹۵ چینی‌ها شکست خوردند و تایوان به دست ژاپنی‌ها افتاد. ژاپنی‌ها در مدت حاکمیت خود بر تایوان نقش زیادی در توسعه و گسترش این جزیره داشتند.
با شروع جنگ جهانی دوم و به علت اینکه تایوان تحت تسلط ژاپن بود، بمب‌افکن‌های آمریکایی در طول جنگ به کرات تایوان را هدف بمباران‌های سنگین قرار دادند. پس از پایان جنگ جهانی دوم، تایوان به چین باز پس داده شد. در سال ۱۹۴۹ چیانگ کای‌شک رئیس‌جمهور چین در پی شکست در جنگ داخلی چین و با آغاز انقلاب کمونیستی چین به همراه ۶۰۰ هزار تن از نیروهایش به این جزیره گریخت و دولت جمهوری چین از آن هنگام تاکنون اداره این سرزمین را برعهده دارد. جمهوری خلق چین این اقدام چیانگ کای‌شک را به دیدهٔ ظن و خشم نگریست و اعلام کرد تایوان جزء لاینفکی از خاک چین است.

## سیاست

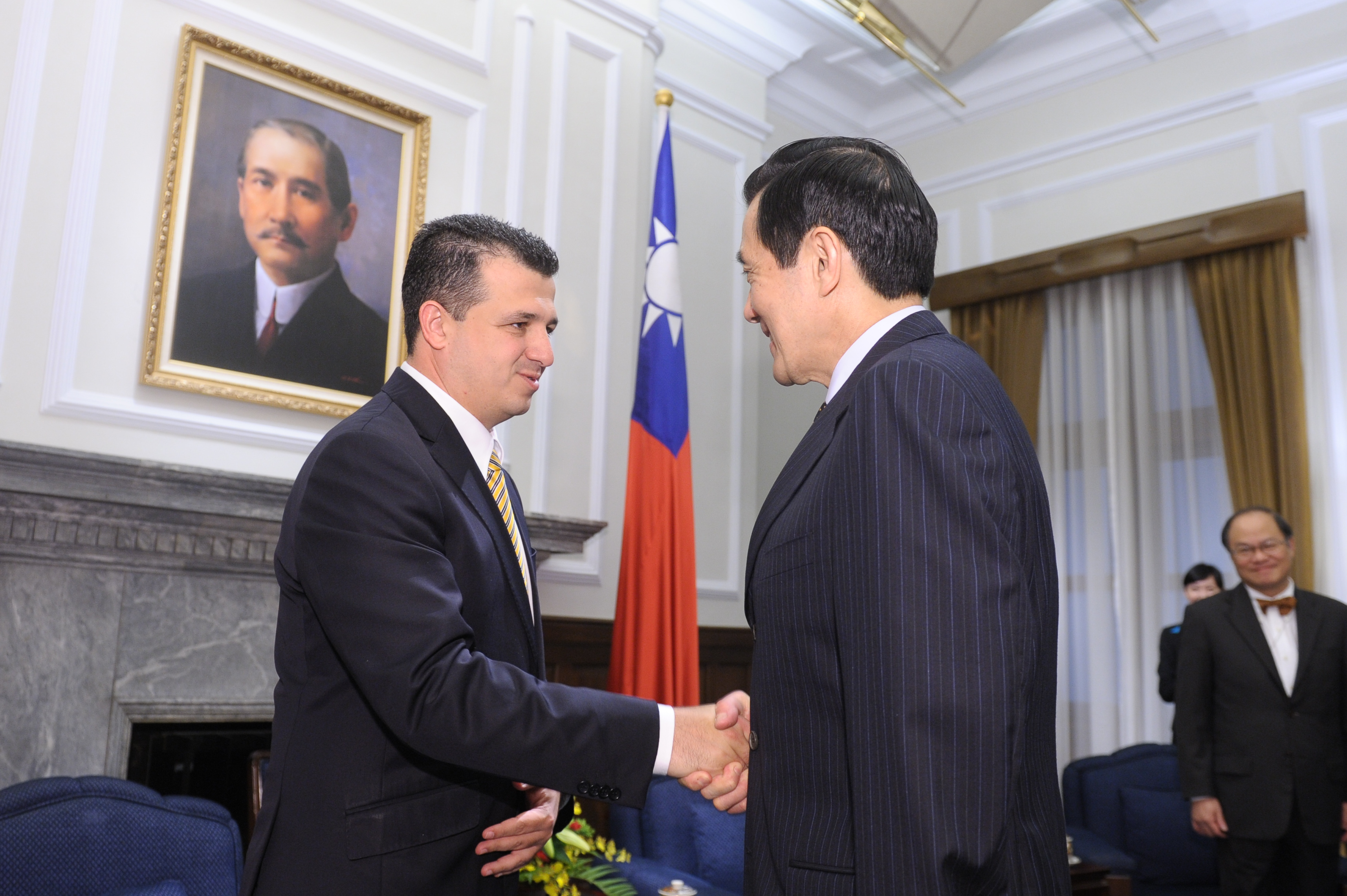
ما اینگ-جیو رئیس‌جمهور وقت تایوان و کارمل شاما سیاستمدار اسرائیلی

وضعیت سیاسی تایوان بسیار مبهم و پیچیده‌است. این حکومت به‌طور رسمی خود را حکومت مشروع کل سرزمین چین دانسته و جمهوری خلق چین را که از سال ۱۹۴۹ قدرت را در سرزمین اصلی چین در اختیار گرفته غیرقانونی می‌داند. در سال ۱۹۴۹ چیانگ کای‌شک، رئیس‌جمهور چین در پی شکست در جنگ داخلی چین و با درگرفتن انقلاب کمونیستی در این کشور به تایوان گریخت و دولت جمهوری چین از آن هنگام تا ۱۹۷۵ اداره این سرزمین را برعهده داشت.
در ۵ آوریل ۱۹۷۵ چیانگ کای شک رهبر جنبش استقلال طلبانهٔ مردم تایوان بر اثر حملهٔ قلبی در سن ۸۷ سالگی درگذشت. پس از او پسرش «چیانگ چینگ کو» (Chiang Ching-Kou) به عنوان نخست‌وزیر راه پدر را ادامه داد.
در دسامبر ۱۹۹۱ انتخاباتی در تایوان برگزار شد که طی آن «لی تنگ هوی» (Lee Tengu-Hui) رئیس‌جمهور تایوان شد. در سال ۱۹۹۸ قطعنامهٔ استقلال تایوان بار دیگر به شورای امنیت سازمان ملل رفت ولی برای بار ششم این قطعنامه توسط حکومت پکن وتو شد.
در مارس ۲۰۰۰ و در انتخابات ریاست جمهوری تایوان، «چن شویی بیان» (Chen Shui-Bian) از حزب دموکراتیک مترقی با کسب ۷۱ ٪ آرا، رئیس‌جمهور تایوان شد و به ۵۰ سال حکومت ناسیونالیست‌ها بر تایوان خاتمه داد.
تایوان در ژانویهٔ ۲۰۰۲ به عضویت سازمان تجارت جهانی (WTO) درآمد.

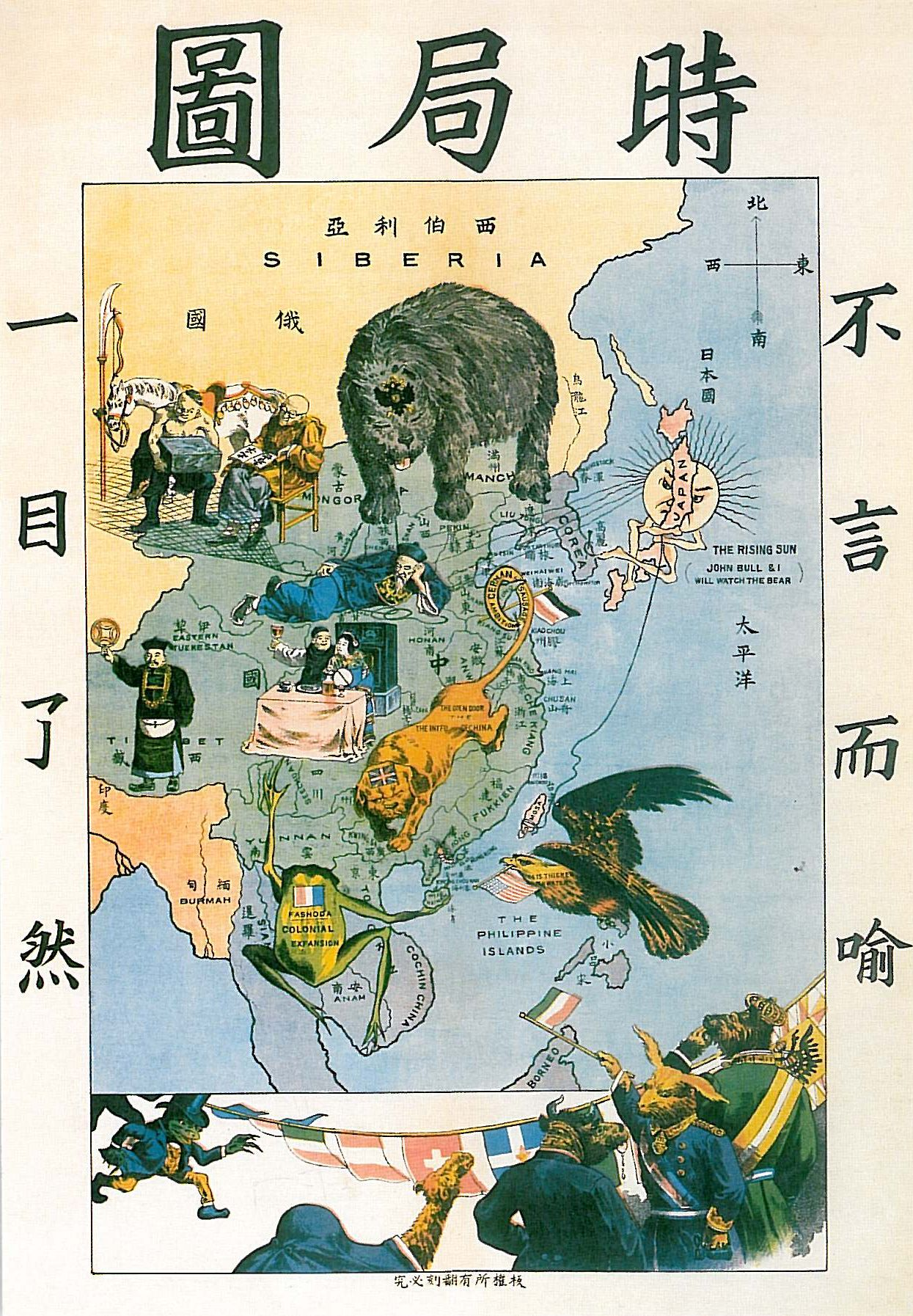
نسخه جدیدتر وضعیت در شرق دور؛ تجاوز قدرت های غربی به تایوان را در پایان قرن نوزدهم به شکل نمادین به تصویر می کشد.

در اوت ۲۰۰۲، چن شویی بیان، رئیس‌جمهور تایوان طی یک سخنرانی به شدت به چین تاخت و اعلام کرد چین و تایوان دو کشور جدا هستند، او همچنین گفت به زودی همه‌پرسی‌ای برای به منظور استقلال تایوان برگزار می‌کند و از آن به عنوان «حقوق بشر بنیادی» یاد کرد.
یک روز پیش از همه‌پرسی ۲۰ مارس ۲۰۰۴، معاون رئیس‌جمهور «آنته لو» (Annette Lu) از یک ترور نافرجام که گمان می‌رود دولت چین در آن دست داشته باشد جان سالم به در برد. سرانجام همه‌پرسی شکست خورد زیرا شمار آراء به ۵۰٪ نرسید.
تنش‌ها بین چین و تایوان در مارس ۲۰۰۵ و با تصویب قانون ضد تجزیه طلبی در پارلمان چین به اوج خود رسید. در آوریل ۲۰۰۵ رهبر مخالفان دولت تایوان «حزب ناسیونالیست» که «لین چان» (Lien Chan) نام داشت با سفر به چین با هو جینتائو، رئیس‌جمهور چین ملاقات کرد. در ژوئن ۲۰۰۶ فساد رئیس‌جمهور، «چن شویی بیان» آشکار شد. در همین زمان مجلس تایوان به دلیل فساد مالی برای رئیس‌جمهور و خانواده‌اش قرار تعقیب قضایی صادر کرد. در نوامبر ۲۰۰۶ فاش شد «وو شو چن» (Wu Shu-Chen) همسر رئیس‌جمهور ۴۵۰ هزار دلار از اموال عمومی را به منظور مصارف شخصی و خوش‌گذرانی خرج کرده‌است.

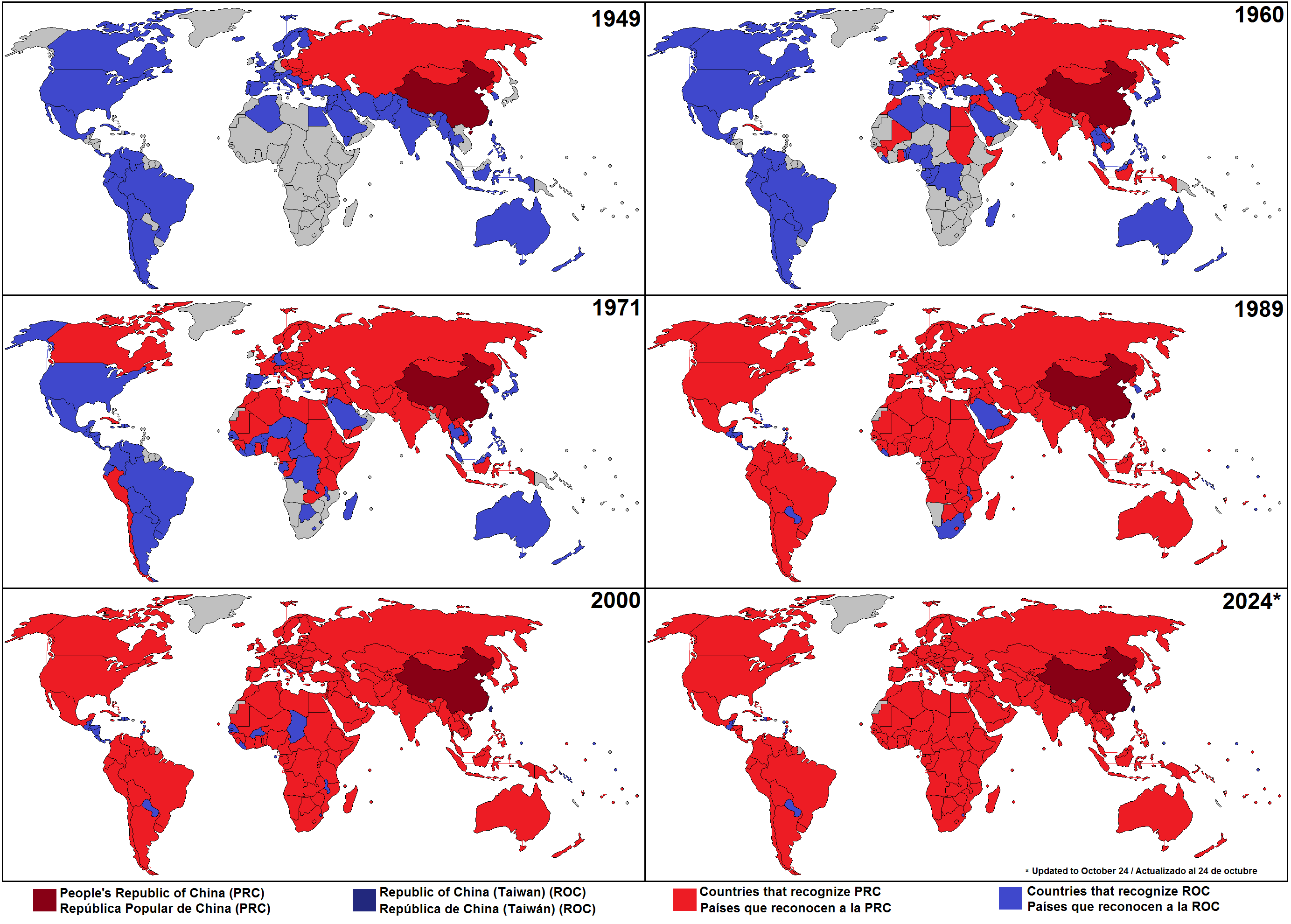
نقشه‌هایی از گذر زمان در به رسمیت شناختن جمهوری خلق چین یا تایوان به عنوان چین واقعی:
تنها جمهوری خلق چین را به رسمیت می‌شناسند.
تنها تایوان را به رسمیت می‌شناسند.

رئیس‌جمهور تایوان با استفاده از اختیارات رئیس‌جمهوری برای همسرش منع تعقیب صادر کرد. در می۲۰۰۷ «سو تسنگ شانگ» (Su Tseng-Chang) نخست‌وزیر تایوان استعفاء داد. رئیس‌جمهور «چانگ چون هسیونگ» (Chang Chun-Hsiung) را جایگزین او کرد. در انتخابات پارلمانی در ژانویهٔ ۲۰۰۸ حزب مخالف دولت، کومینتانگ (Kuomintang) «حزب دموکراتیک مترقی» وابسته به دولت را با کسب ۸۱ جایگاه از ۱۱۳ جایگاه پارلمان شکست داد. پس از این انتخابات رئیس‌جمهور، چن شویی بیان از ریاست حزب خود استعفا داد ولی کماکان رئیس‌جمهور تایوان باقی ماند. نتایج این انتخابات سیاست تقابل و خصومت با چین را بر سر استقلال تایوان تا حدودی تعدیل کرد.
روابط چین و تایوان از زمان به قدرت رسیدن مااینگ جیو در سال ۲۰۰۸ بهبود یافته‌است. در سال ۲۰۰۹ مااینگ جیو و رهبر چین پس از ۶۰ سال مستقیماً پیام‌هایی (در قالب وظایف حزبی و نه در نقش رهبر) مبادله کردند. یک سال بعد دو کشور یک پیمان تجاری تاریخی امضا کردند. در پی این بهبود روابط، رؤسای این کشورها در نوامبر ۲۰۱۵ پس از ۶۶ سال در سنگاپور با یکدیگر ملاقات حضوری داشتند. اما نگرانی فزاینده نسبت به نفوذ چین باعث نارضایتی گسترده در تایوان از گسترش روابط شده‌است. در ادامه این نارضایتی حزب کی‌ام‌تی در انتخابات محلی متحمل شکست سنگینی شد.
در مورد آینده سیاسی تایوان سه نظر اصلی وجود دارد: ۱) حکومت تایوان با نام جمهوری چین و دولت قانونی این کشور شناخته شود. ۲) تایوان مجدداً به سرزمین اصلی چین بپیوندد و بخشی از جمهوری خلق چین شود و ۳) به عنوان یک کشور مستقل اعلام موجودیت کند.

## جغرافیا

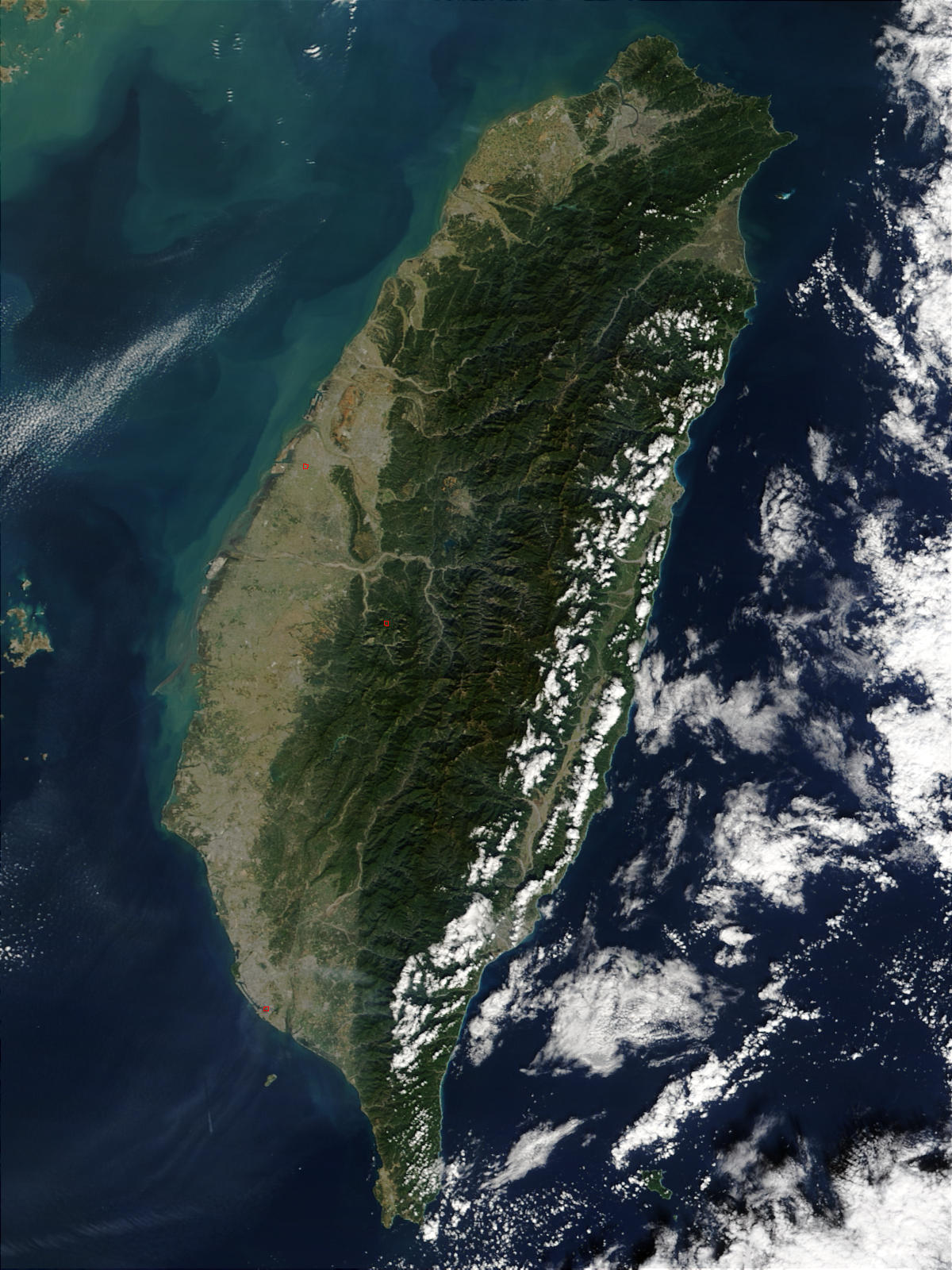
تصویربرداری ماهواره‌ای از تایوان

تایوان از لحاظ جغرافیایی، در گذشته، با خاک اصلی چین مرتبط بود؛ ولی با توجه به حرکت پوسته‌های زمین، بخشی از خاک‌های ارتباط دهنده دو طرف زیر آب رفته و منطقه به تنگه و تایوان سپس به یک جزیره مبدل شده‌است. بسیاری آثار باستانی مانند لوازم سنگی، سفالینه‌های سیاه و ضدزنگ که در مناطق مختلف تایوان از خاک بیرون آورده شد نشان می‌دهد که فرهنگ دوره پیشاتاریخ تایوان با خاک اصلی چین یکسان است.
هم‌اکنون پایتخت تایوان، شهر تایپه با ۳ میلیون و ۱۰۰ هزار نفر جمعیت است. مساحت تایوان ۳۶٬۱۹۷ کیلومتر مربع و جمعیت آن ۲۳٬۸۱۷٬۰۰۰ نفر است. از مهم‌ترین شهرهای تایوان می‌توان به کائوهسیونگ ۱ میلیون و ۵۱۴ هزار نفر، تایچونگ ۱ میلیون و ۰۷۰ هزار نفر، تاینان ۷۵۶ هزار نفر و کیلونگ ۴۱۱ هزار نفر اشاره کرد.

## تقسیمات کشوری
| - - استان‌های تایوان - چیایی - چانگچوا - شینچو - هوالین - کائوسیونگ - میائولی - نانتو - پنگهو - پینگ تونگ - تای جونگ - تاینان - تایپه - تایتونگ - تائو یوان - ییلان - یون لین | - - شهر - چیائی - شینچو - کیلونگ - تای چونگ - تاینان - استان‌های فوجیان - کینمن - لین چیانگ |  |

| تایوان            |                     |                           |                   |                     |                 |
| مناطق آزاد تایوان | مناطق آزاد تایوان   | مناطق آزاد تایوان         | مناطق آزاد تایوان | مناطق آزاد تایوان   | سرزمین اصلی چین |
| شهر خاص (تایوان)  | شهر خاص (تایوان)    | استان‌ها                   | استان‌ها           | استان‌ها             | اداره نمی‌شود    |
| شهر خاص (تایوان)  | شهر خاص (تایوان)    | شهرستان‌ها                 | شهرستان‌ها         | شهرداری‌های خودمختار | اداره نمی‌شود    |
| شهرستان‌ها         | مناطق بومی کوهستانی | شهرهای با مدیریت شهرستان- | تاون‌شیپ           | شهرستان‌ها           | اداره نمی‌شود    |
| روستا             |                     |                           |                   |                     | اداره نمی‌شود    |
| محله ها           |                     |                           |                   |                     | اداره نمی‌شود    |

## اقتصاد

### صادرات‌و خصوصیات اقتصادی
واحد پول تایوان، دلار جدید تایوان با واحد جزء (سِنت) نام دارد. صادرات تایوان را عمدتاً کامپیوتر و قطعات آن، لوازم الکترونیکی، فلزات، منسوجات و پلاستیک تشکیل می‌دهند.

### انرژی
نیروگاه تایچونگ با ظرفیت تولید ۵۸۲۴ مگاوات، بزرگ‌ترین نیروگاه زغال‌سوز دنیا در این کشور قرار دارد.

### رشد اقتصادی
تایوان رشد اقتصادی بسیار بالایی دارد، پیش‌بینی شده تا چند سال آینده، این کشور به قدرت‌های اصلی آسیا از لحاظ اقتصادی بپیوندد.

## مردم

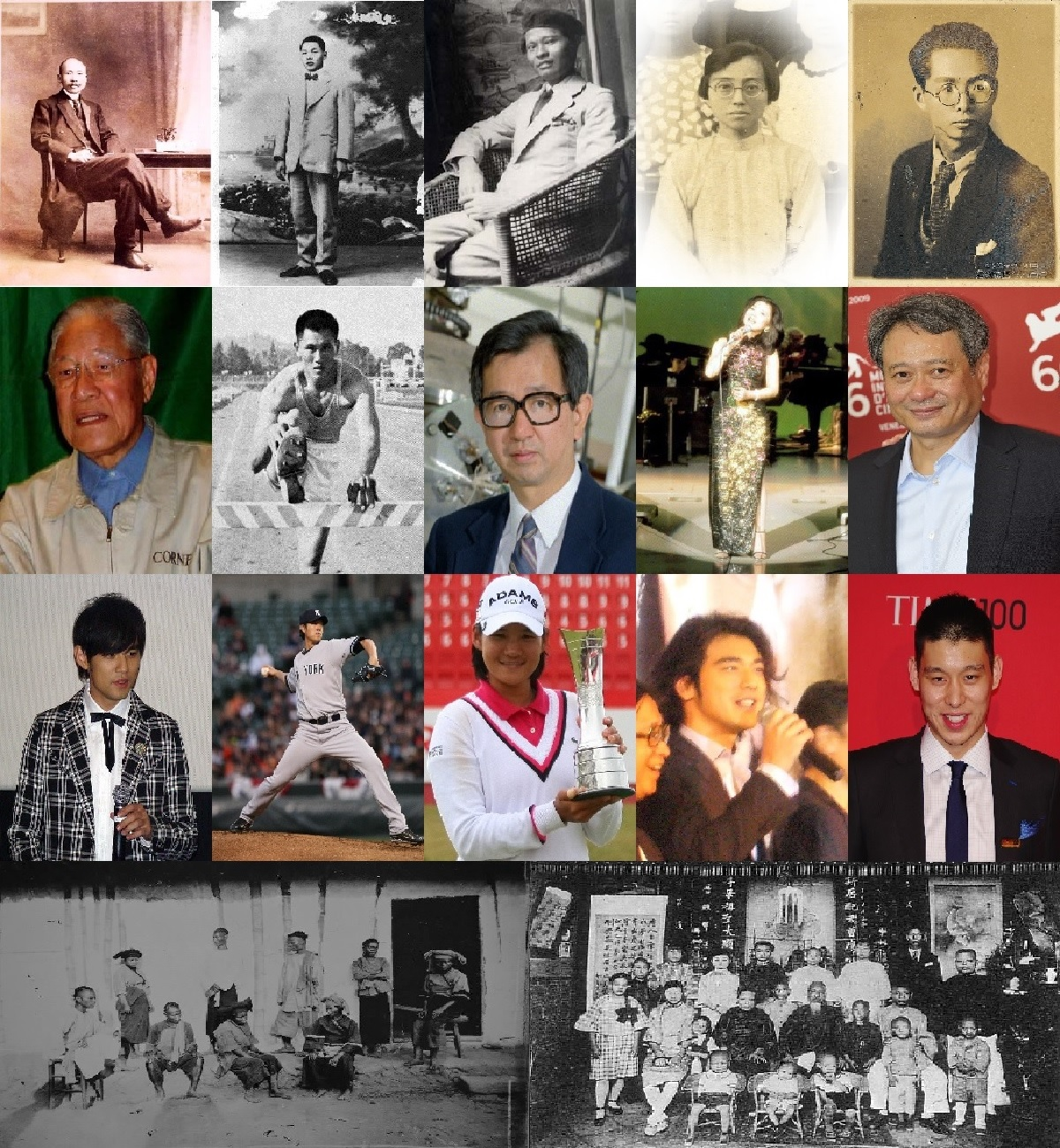
برخی از مشاهیر تایوان

بیش از چهار پنجم مردم تایوان از قوم هان هستند که بین قرن هفتم تا نهم میلادی به این جزیره مهاجرت کردند. پس از آن از قرن دوازدهم میلادی مالایایی‌ها و اقوام فوکیئن و کوانگ تونگ در این جزیره ساکن شدند.
نژاد ۸۴ ٪ تایوانی‌ها را تایوانی و ۱۴ ٪ را نیز چینی تشکیل می‌دهند، همچنین دین ۷۹٪ مردم تایوان، مخلوطی از بودایی، آیین کنفیسیوسی و تائوئیست و ۵٪ نیز مسیحی هستند. زبان رسمی تایوانی‌ها، چینی ماندارین است. زبان‌های تایوانی و چینی هاکا نیز رایج است.
تایوان نخستین کشور آسیایی‌ست که ازدواج همجنس‌گرایان در آن قانونی شده‌است.

### بومیان تایوان

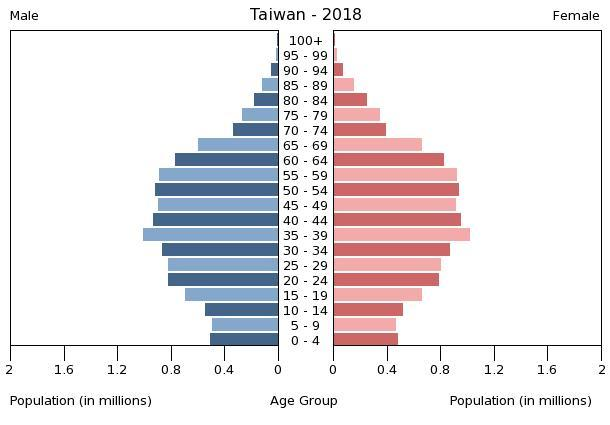
هرم جمعیت تایوان (آمار سال ۲۰۱۸)

مردمِ زو (چینی سنتی=鄒|پین‌یین=Tsou) مردمانِ بومیِ جنوبِ مرکزیِ تایوان هستند. آن‌ها در سراسرِ سه نهادِ اداریِ جمهوریِ چین (تایوان) یعنی بخشِ نانتو، بخشِ چیایی و شهر کائوهسیونگ پراکنده‌اند.
جمعیت بومیان تایوان به ۵۳۰٬۰۰۰ تن می‌رسند و نزدیک ۲٫۳٪ از جمعیت این جزیره را تشکیل می‌دهند. پژوهش‌های اخیر پیشنهاد می‌کنند که نیاکان این مردمان در تایوان شاید تا ۸۰۰۰ سال پیش در این سرزمین زندگی می‌کرده‌اند تا این که مهاجرت بسیاری از اقوام چینی‌های هان در سدهٔ ۱۷ میلادی آغاز گشت. بومیان تایوان مردمانی آسترونزیایی اند که با دیگر مردم این نژاد پیوندهای زبانی دارند.
آسترونزیایی‌ها همچنین در فیلیپین، مالزی، اندونزی، ماداگاسکار و اقیانوسیه سکونت دارند. مسئلهٔ هویت نژادی که با سرزمین اصلی آسیایی وابستگی ندارد، به گرهٔ پیچیده‌ای در مبادلات مرتبط با وضعیت سیاسی تایوان، تبدیل شده‌است. 

### زبان بومیان تایوان

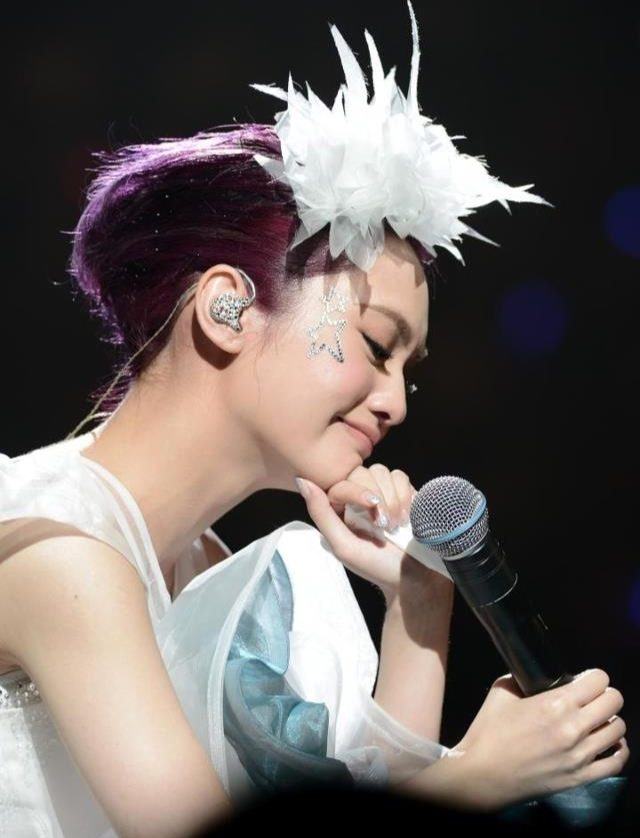
راینی یانگ خواننده و زبان‌شناس تایوانی

زبان‌های فرمزی زبان‌های مردم بومی تایوان هستند. بومیان تایوان (آن‌هایی که حکومت به رسمیت می‌شناسد) در حال حاضر حدود ۲٪ از جمعیت این جزیره را تشکیل می‌دهند. با این حال، پس از سده‌ها تغییر زبانی، شمار به مراتب کمتری هنوز می‌توانند به زبان اجدادی خود صحبت کنند. از حدود ۲۶ زبان بومیان تایوان، حداقل ده زبان منقرض شده‌اند، و چهار تای دیگر (شاید پنج تا) روبه‌مرگ هستند، چند تای دیگر تا حدی در معرض خطر هستند.
زبان‌های بومی تایوان در زبان‌شناسی تاریخی اهمیت دارند، از آن‌جایی که به احتمال زیاد تایوان خاستگاه کل خانواده زبانی آسترونزیایی است. به گفته زبان‌شناس رابرت بلاست زبان‌های فرمزی نه شاخه از ده شاخه‌های اصلی زبان‌های آسترونزیایی را تشکیل می‌دهند، در حالی که یک شاخه اصلی باقی‌مانده حدود ۱۲۰۰ زبان مالایو-پلی‌نزیایی که در خارج از تایوان یافت می‌شوند را شامل می‌شود. اگرچه زبان‌شناسان با برخی جزئیات تحلیل بلاست موافق نیستند، یک اجماع گسترده حاصل شده که زبان‌های آسترونزیایی از تایوان نشأت گرفته‌اند. این نظریه توسط مطالعات اخیر در مورد ژنتیک جمعیت انسانی تقویت شده‌است که به اثبات ماهیت مادر تبار مهاجرت نیز کمک می‌کند.

## یادداشت
1. ↑  The UN has not calculated an HDI for the ROC, which is not a member nation. The ROC government calculated its HDI for 2014 to be 0.882, which would rank it 25th among countries.[۲]

1. 1 2 3 4 5 6  Has an elected executive and an elected legislative council.
2. 1 2 3  Has an appointed district administrator for managing local affairs and carrying out tasks commissioned by superior agency.
3. ↑  Has an elected village administrator for managing local affairs and carrying out tasks commissioned by superior agency.

1. ↑  Also known as the Taiwan area or Tai–Min area (چینی سنتی: 臺閩地區; به معنای «Taiwan–Fujian area»)
2. ↑  The mainland area consists of Mainland China, تبت and (previously) مغولستان بیرونی
3. ↑  Special municipalities, cities, and county-administered cities are all called shi (چینی سنتی: 市; به معنای «city»)
4. ↑  Nominal; provincial governments have been abolished
5. ↑  Constitutionally having the same structure as the free area, these are currently under the حزب کمونیست چین control with a different structure
6. ↑  Sometimes called cities (چینی سنتی: 市) or provincial cities (چینی سنتی: 省轄市) to distinguish them from special municipalities and county-administered cities
7. ↑  There are two types of townships: rural townships or xīang (چینی سنتی: 鄉) and urban townships or zhèn (چینی سنتی: 鎮)
8. ↑  Villages in rural townships are known as cūn (چینی سنتی: 村), those in other jurisdictions are known as lǐ (چینی سنتی: 里)